# Finch (metropolitana di Toronto)
Finch è una stazione della linea Yonge-University della metropolitana di Toronto.

## Storia
La stazione venne attivata il 29 marzo 1974, come capolinea del prolungamento proveniente da York Mills, alla presenza del premier dell'Ontario Bill Davis e del sindaco di North York Mel Lastman. La stazione fu costruita con la tecnica del cut and cover per risparmiare denaro; scelta che tuttavia portò alla demolizione di diverse abitazioni lungo Yonge Street.

## Strutture e impianti
Finch è una stazione sotterranea con due binari e una banchina ad isola. Ha sette ingressi, due all'incrocio tra Yonge Street e Finch Avenue, due all'incrocio tra Yonge Street e Hendon Avenue, due all'incrocio tra Yonge Street e Bishop Avenue e uno all'incrocio tra Pemberton Avenue e Kenneth Avenue. La stazione ospita anche una scultura, chiamata Rhythm of Exotic Plants, dell'artista Krystyna Sadowska, che è situata vicino alla zona dei tornelli.

## Servizi
La stazione è accessibile ai portatori di disabilità grazie alla presenza di ascensori.
- Biglietteria automatica
- Servizi igienici

## Interscambi
La stazione è servita da diverse linee automobilistiche gestite dalla Toronto Transit Commission.
- Fermata autobus